# Rhododendron farrerae
Rhododendron farrerae är en ljungväxtart som beskrevs av Tate in Sweet. Rhododendron farrerae ingår i släktet rododendron, och familjen ljungväxter. Inga underarter finns listade i Catalogue of Life.

## Bildgalleri

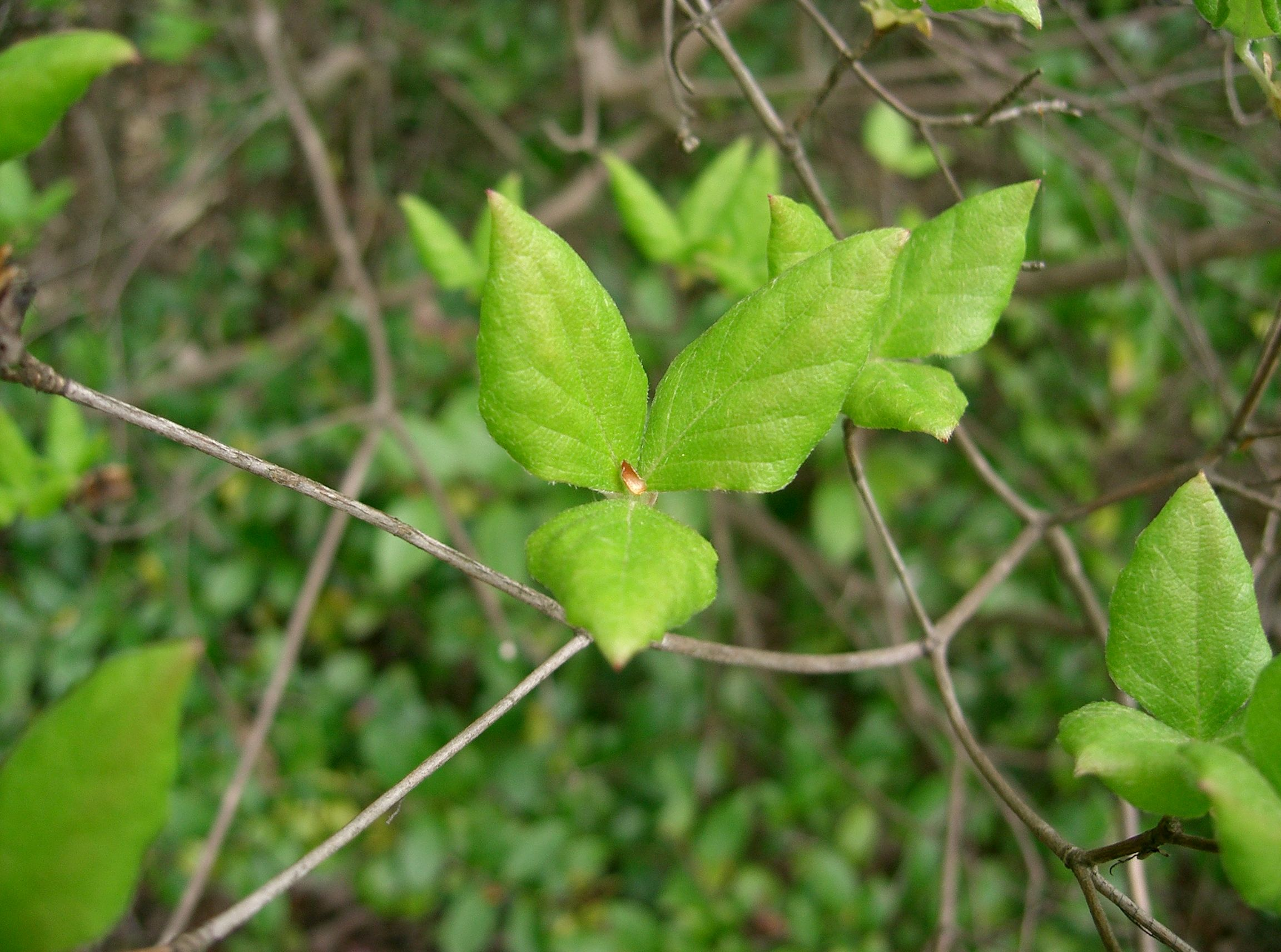
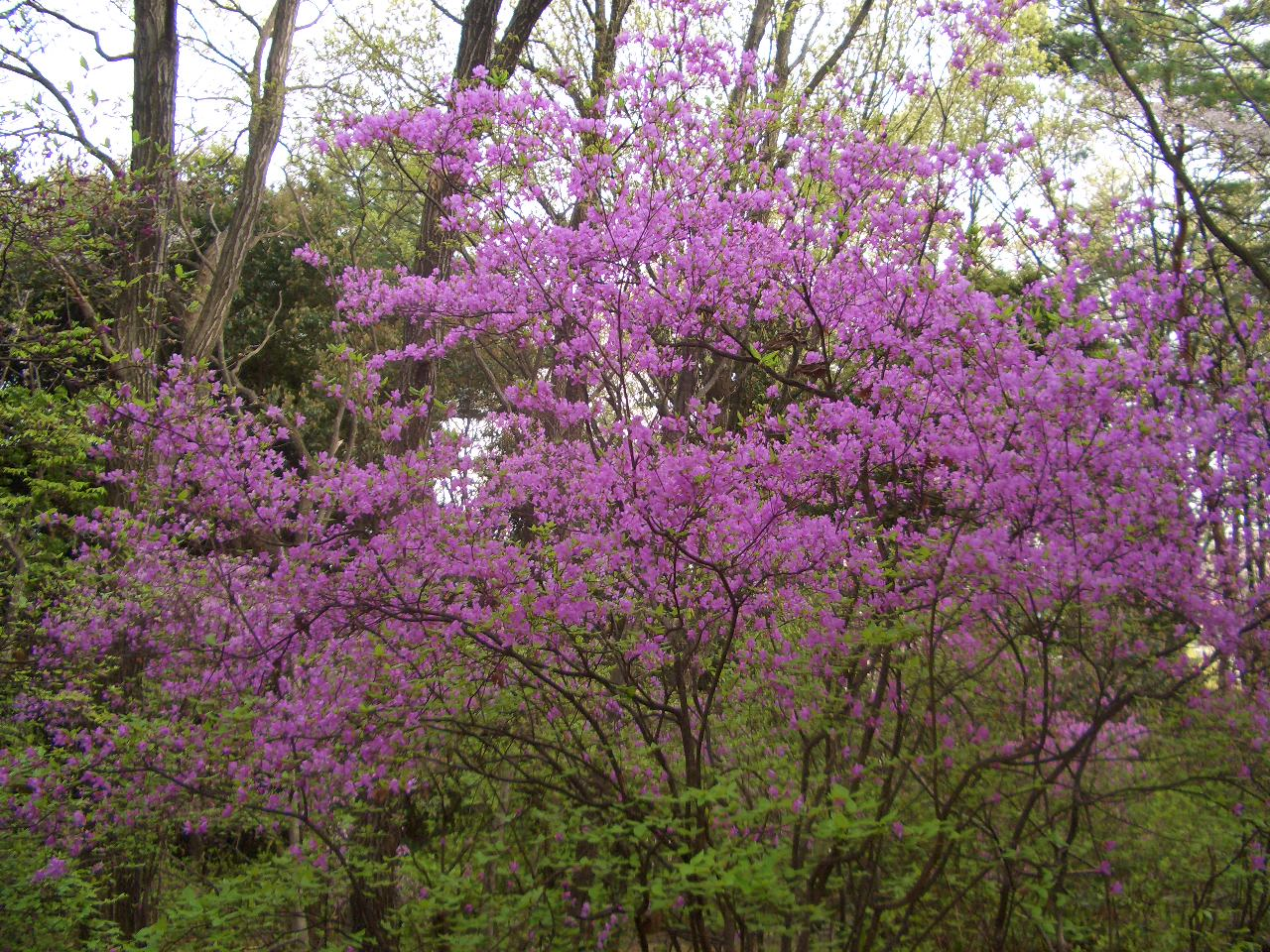
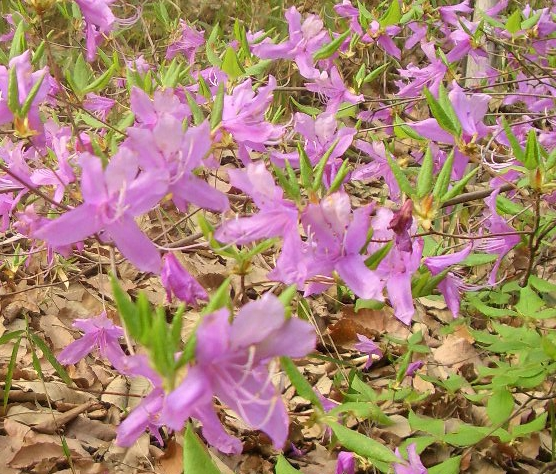
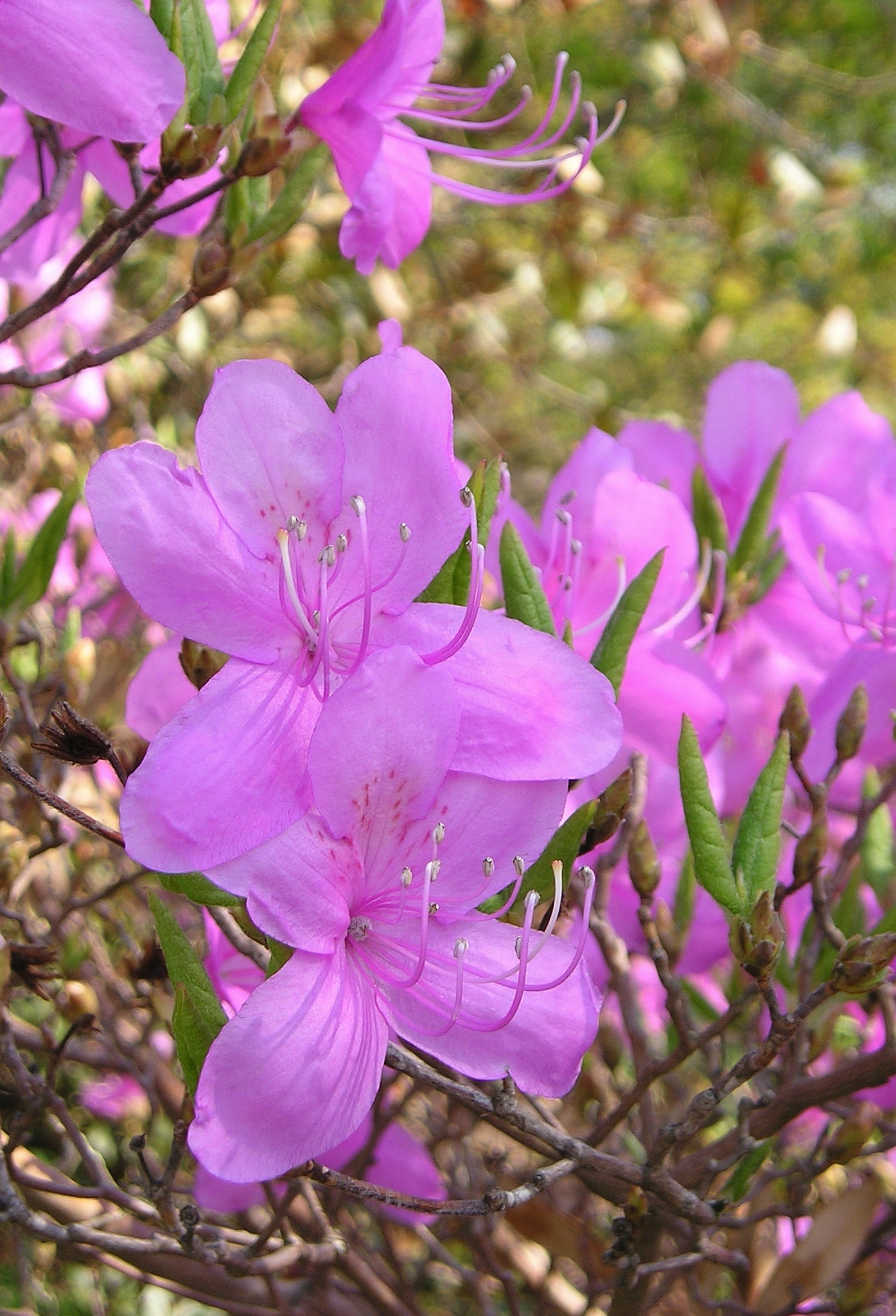
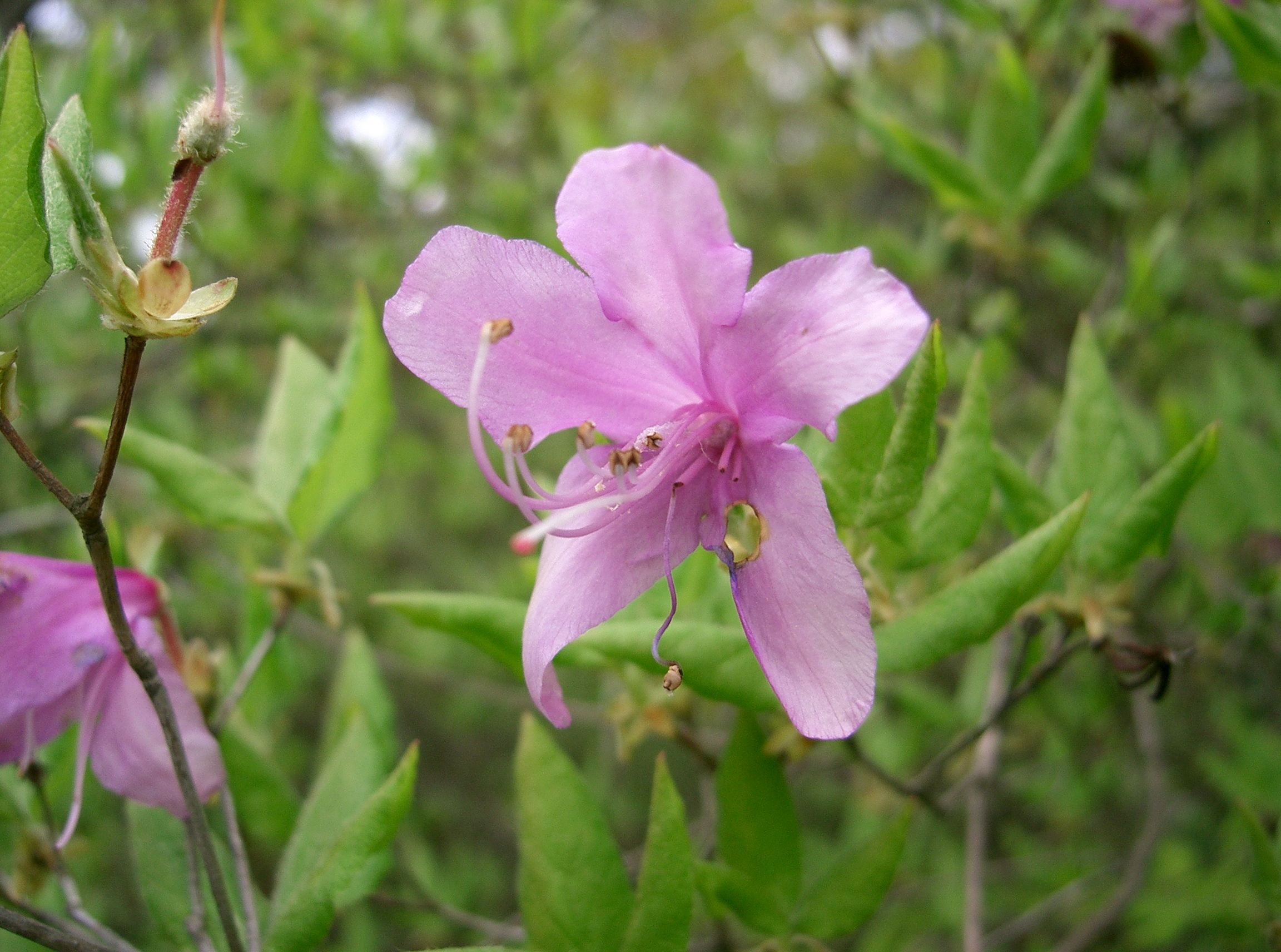
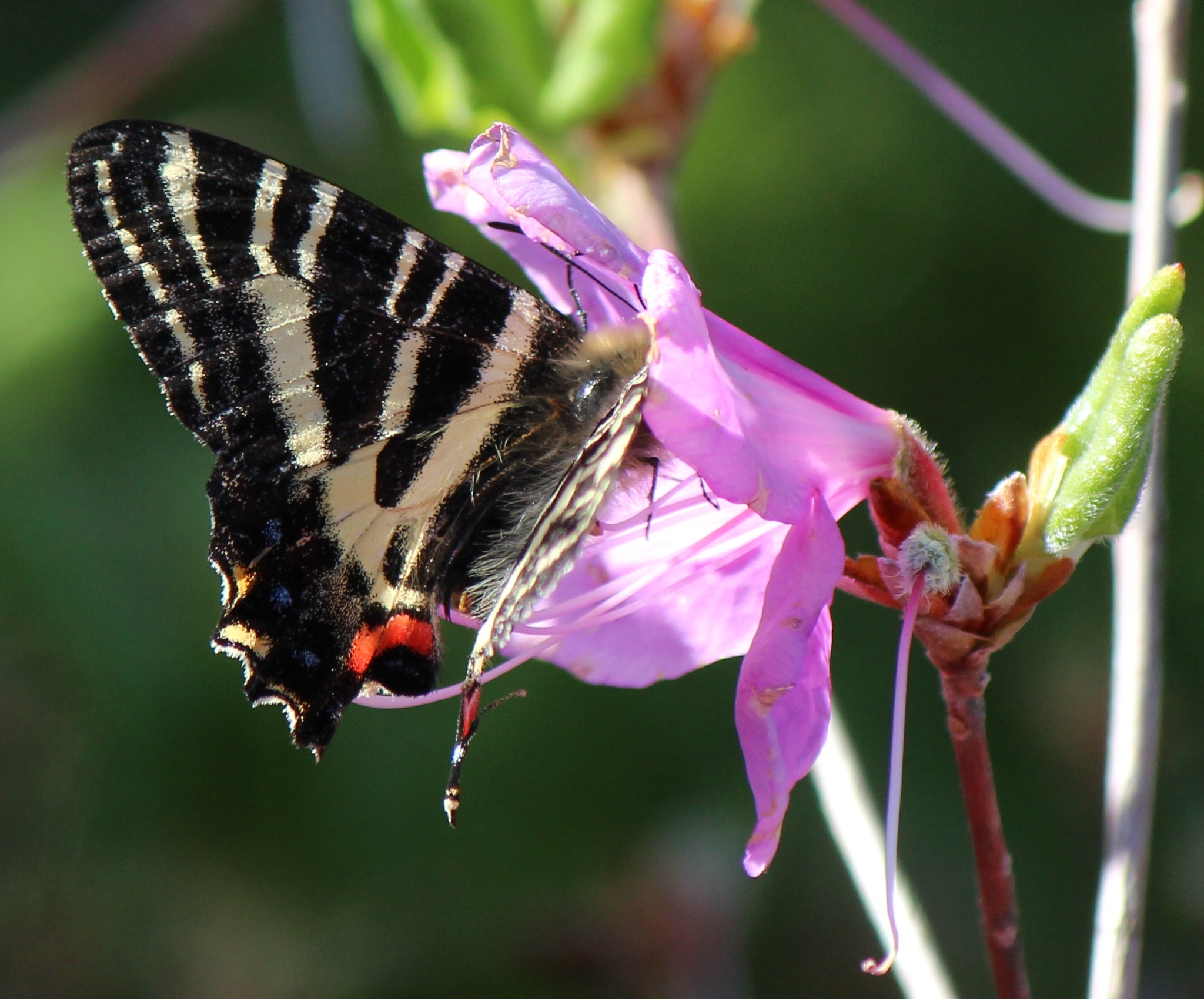